# Palalido (Milano)
Il Palalido, conosciuto anche con la denominazione sponsorizzata di Allianz Cloud, è un impianto polifunzionale coperto della città di Milano.

## Storia e descrizione

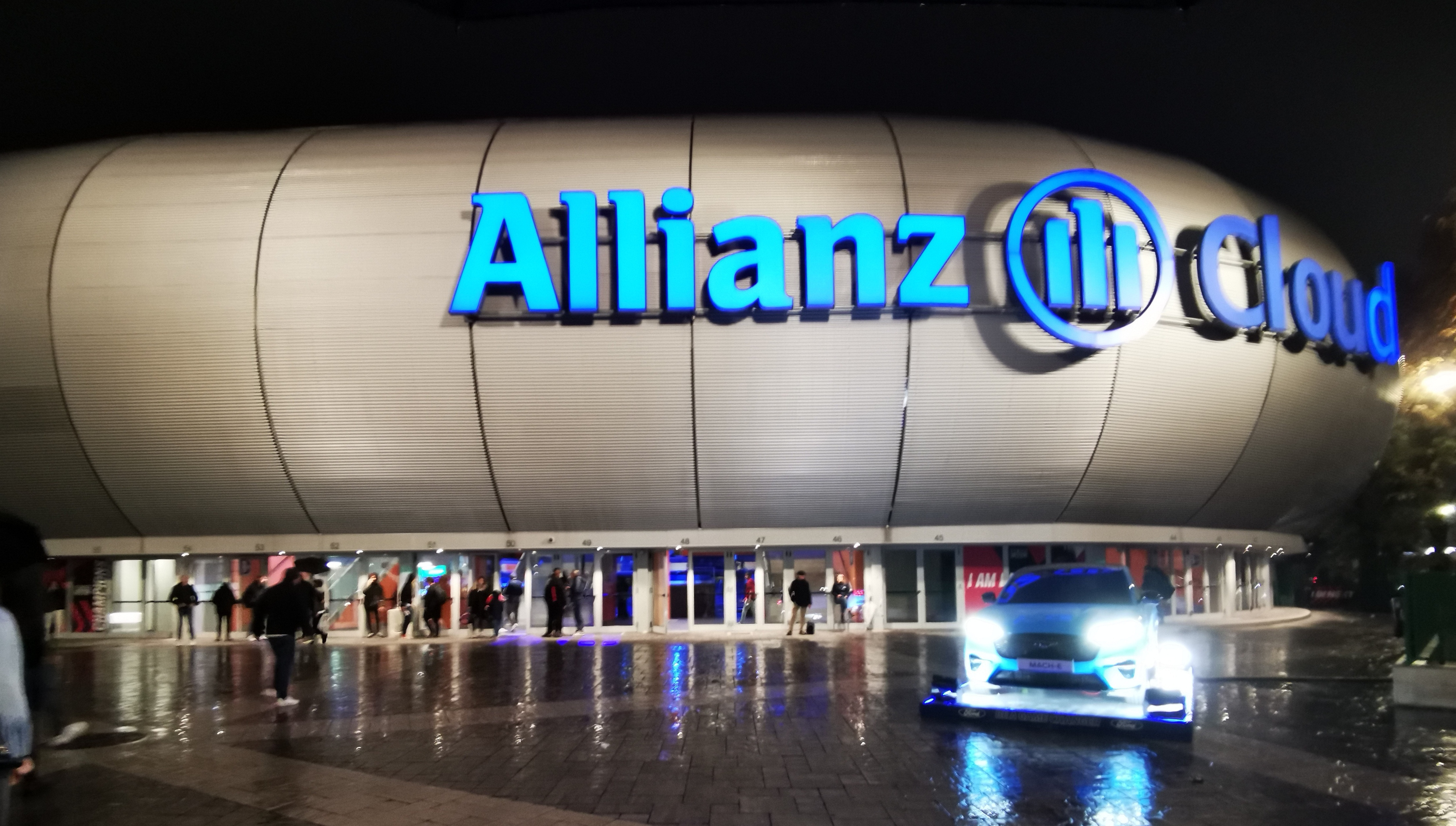
L'esterno del Palalido dopo la ristrutturazione

Il Palalido è un impianto sportivo coperto situato a Milano, in Piazza Stuparich. Fu progettato nel 1956, a seguito del piano regolatore del 1953 che incentivò lo sviluppo dell'area. L'iniziale intento era realizzare campi da tennis coperti per consentire l'attività sportiva anche durante i mesi invernali. Già in fase progettuale, però, l'edificio fu concepito come struttura polivalente, idonea a ospitare eventi sportivi, culturali e musicali.
Il progetto fu firmato dagli ingegneri Giovanni Manfredi e Gaetano Ciocca, con la collaborazione dell'architetto Aldo Paladini. L'edificio fu realizzato in cemento armato, con una capienza originaria di circa 5500 spettatori (di cui 4000 a sedere) distribuiti su due anelli.
L'inaugurazione ufficiale del Palalido si tenne il 25 ottobre 1960. Dopo la benedizione dell'impianto, la serata proseguì con esibizioni di schermidori, pugili, tennisti, sollevatori di pesi, ginnasti e una prova sui rulli di ciclisti. L'assessore Crespi istituì una commissione incaricata di gestire le richieste di utilizzo dell'impianto, puntando a garantirne l'attività per almeno 150 giorni all'anno.
Il debutto ufficiale della pallacanestro al Palalido avvenne l'8 dicembre 1960 davanti a oltre 5000 spettatori. Alle ore 16:00 la Pallacanestro Milano 1958, guidata da coach Forastieri e sponsorizzata "All'Onestà", sconfisse il Sant'Albino Monza in un incontro di Serie B, e alle 17:30 si disputò il match clou del campionato di Serie A tra Olimpia Simmenthal Milano e Ignis Varese. Da quel momento, il palazzetto divenne la sede principale del basket milanese, continuando a ospitare le gare dell'Olimpia Milano e dell'"All'Onestà".
Nel corso dei decenni, il Palalido ha ospitato numerosi eventi di pugilato, pallavolo (in particolare con la Gonzaga Milano), concerti e manifestazioni politiche. Tra gli appuntamenti più rilevanti si segnalano i concerti dei Rolling Stones (1967 e 1970), dei Police (1980), e il comizio di Enrico Berlinguer nel 1973, anno della sua elezione a segretario del Partito Comunista Italiano. Negli anni Settanta fu anche sede di manifestazioni sindacali e rappresentazioni teatrali a carattere politico, come Guerra di popolo in Cile di Dario Fo.
Con il tempo, la struttura perse centralità nello sport professionistico, superata da altri impianti cittadini come il Palasport di San Siro. Con l'impiego di quest'ultimo, dopo il derby tra Olimpia e Pallacanestro Milano del 24 febbraio 1980, le squadre si spostarono presso il nuovo impianto. Il crollo del Palasport di San Siro, avvenuto a seguito della nevicata del 1985, fece temporaneamente tornare la pallacanestro di Serie A al Palalido a partire dalla partita Olimpia-Fabriano del 20 gennaio 1985. I biancorossi disputarono al Palalido la restante parte del campionato 1984-1985 e la prima parte dei play-off, fino all'allestimento, in breve tempo, della cosiddetta "tenda" di Lampugnano, poi divenuta il PalaTrussardi. Esso venne utilizzato dall'Olimpia fino al 1990, anno in cui si trasferì al nuovissimo Forum di Assago.

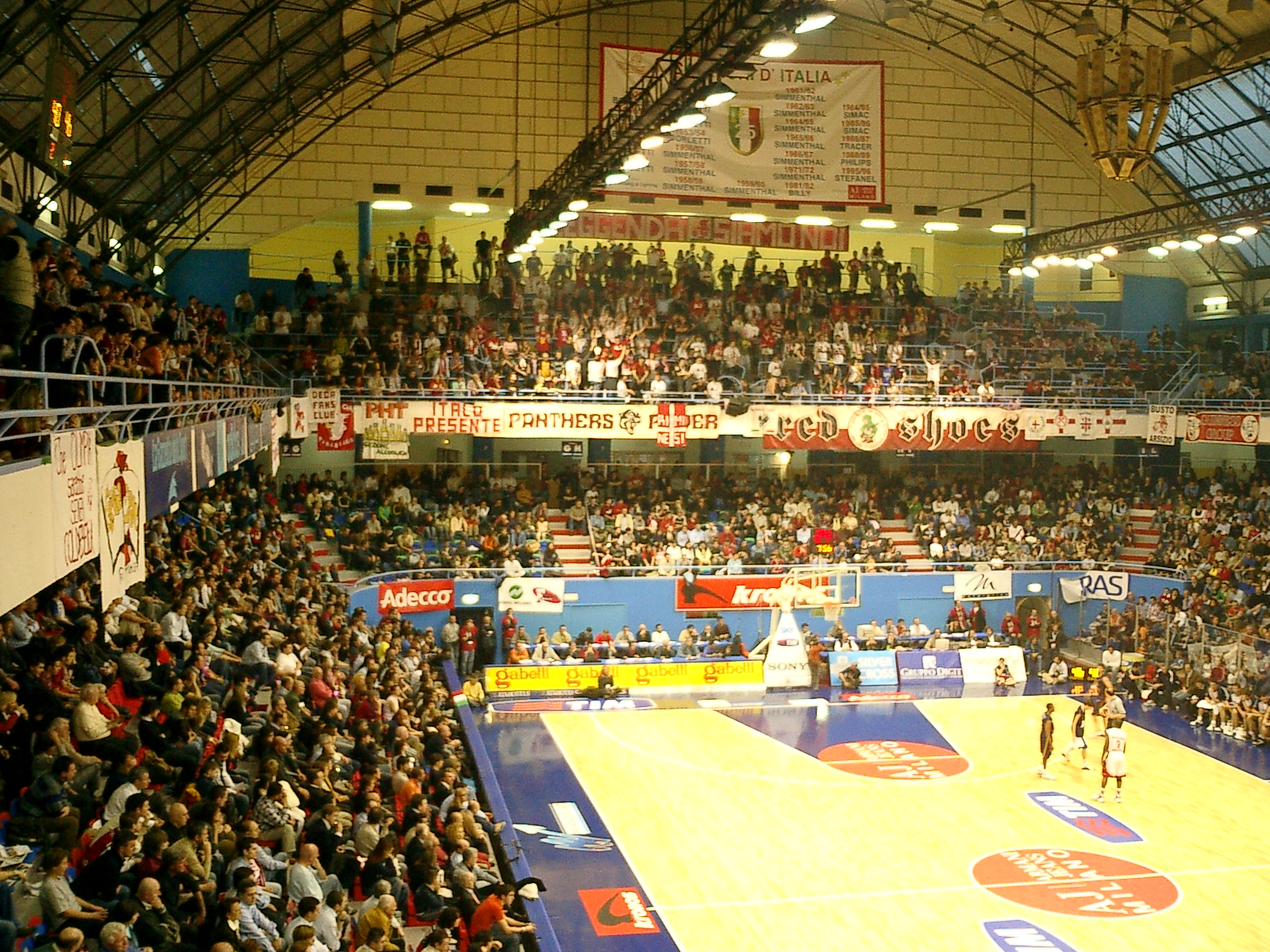
L'interno del Palalido nel 2005 prima della ristrutturazione

Nonostante il progressivo ridimensionamento del ruolo del Palalido, tra gli anni '90 e il 2000 l'Olimpia tornò a utilizzarlo occasionalmente, alternandolo al più capiente Forum di Assago per le partite non di cartello, caratterizzate da un afflusso di spettatori più contenuto. Inoltre l'impianto ha anche ospitato le edizioni del Milan Indoor dal 2001 al 2005, ultimo anno di vita del torneo. Da segnalare anche il fatto che l'edizione del 2001 fu il primo torneo ATP vinto nella carriera di Roger Federer.
Nel 2010 fu presentato il progetto di ristrutturazione del Palalido. I lavori iniziarono nella primavera del 2011. In una prima fase, si ipotizzò che la struttura sarebbe stata intitolata a Cesare Rubini, figura storica della pallacanestro e della pallanuoto italiana, ma la proposta non fu realizzata.
Durante la fase progettuale, era prevista la sponsorizzazione da parte di Giorgio Armani e la conseguente intitolazione come "Pala AJ". Tuttavia, a gennaio 2016, dopo ripetuti ritardi nei lavori, Armani annunciò il ritiro del progetto e confermò che l'Olimpia Milano avrebbe proseguito la propria attività al Forum.
I lavori ripresero a settembre 2015, con previsione di completamento entro l'estate 2016. Tuttavia, a causa delle difficoltà economiche della ditta appaltatrice, il cantiere subì nuovi rallentamenti. A luglio 2016 il Comune revocò l'appalto e, dopo una nuova perizia, nel novembre successivo assegnò i lavori a un'altra impresa, con previsione di completamento entro la fine del 2017. Anche questa seconda impresa, però, andò in difficoltà e nel febbraio 2017 chiese il concordato preventivo. I lavori furono infine affidati a una terza azienda, dalla fine del 2017.
Nel febbraio 2018 si svolse il bando per la sponsorizzazione del nuovo nome della struttura, vinto dalla compagnia assicurativa Allianz, che ne ottenne la titolazione per cinque anni come Allianz Cloud.
La nuova inaugurazione ebbe luogo il 21 giugno 2019, in occasione di alcune partite della Volleyball Nations League maschile 2019, alla presenza del sindaco Giuseppe Sala e del presidente del CONI Giovanni Malagò. Dalla stagione 2019-2020 il nuovo Palalido diventò casa della Powervolley Milano, militante nella Superlega di pallavolo, e dell'Urania Basket Milano, società che era al debutto in Serie A2 di pallacanestro dopo la promozione ottenuta nell'annata precedente.
Il 16 novembre 2019 l'Allianz Cloud ospitò la ventiquattresima edizione della Supercoppa italiana di pallavolo femminile.
Dal 2019 al 2022 l'impianto fu sede del torneo di tennis delle Next Generation ATP Finals.
Nel giugno 2025 venne reso noto che, tra il 15 dicembre 2025 e il 15 marzo 2026, l'Olimpia Milano si sarebbe temporaneamente trasferita al Palalido a causa dell'indisponibilità del Forum, destinato a ospitare le gare di pattinaggio di figura e short track in occasione delle Olimpiadi invernali di Milano-Cortina.